# Aré de Nevers
Aré de Nevers (aussi connu sous le nom de Saint Aré) était évêque de Nevers en France de 548 à 558.

## Biographie
Aré de Nevers avait demandé qu'à sa mort on le place dans une barque et qu'on l'enterre à l'endroit où la barque s'arrêterait. L'histoire raconte que la barque a remonté la Loire et s'est échouée à Decize dans le département de la Nièvre où il fut enterré.
À Decize, une église porte aujourd'hui le nom de Saint Aré.